# 聖露西亞 (人物)
聖露西亞（拉丁語：Sancta Lucia，283年—304年），或稱为錫拉庫薩的圣路济亚（Sancta Lucia Syracusana），是一位年輕富有的基督徒殉道者，被天主教及主张自身继承天主教的聖公宗、信義宗和東正教敬仰為聖人。在西方，由於「lux」和「lucis」有「光明」之義，她是盲者的主保聖人，紀念日是12月13日。聖露西亞是少數斯堪地納維亞的信義宗信徒所頌揚的聖人；他們也慶祝聖露西亞節，而且在慶典中保留許多日耳曼異教徒的宗教特色。聖露西亞是彌撒常典中，除圣母玛利亚以外，以名為紀念的七位女人之一。

## 生平簡介
據聖徒傳記載，露西是羅馬皇帝戴克里先迫害基督信仰時的基督徒。她向天主奉獻她的童貞，拒絕和異教徒結為連理，並把嫁妝分送予貧者。第一種說法是，露西亞原本是一位那不勒斯出生的女教徒，一次到了義大利的西西里島傳教，結果不幸遭到迫害，後來殉教身亡。後來，露西亞即被世人封為光明女神以此紀念。另外一種說法是，西元4世紀時，義大利的西西里住著一位叫做露西亞的女孩，是個很仁慈善良、虔誠的基督徒，因為拒絕母親安排，嫁給一位仰慕他的男士，被恐嚇將放火燒她，她祈禱天主賜與她力量。因為她的仁愛，天主答應了她的祈禱，被火焚燒後奇蹟似的沒死，結果那個男人接著拿出一把劍，刺入露西亞的喉嚨，露西亞唱了三個小時的聖歌後死去。最後一個說法是，露西亞是一個很有愛心的女孩，有個男人非常愛她，但是露西亞卻不愛他。男人愛露西亞的眼睛，露西亞於是把她的眼睛給了他。奇蹟發生了，露西亞長出了一雙新的眼睛，比以前的眼睛更漂亮迷人。男人還想要這雙眼睛，露西亞拒絕了。男人就用一把刀刺入露西亞喉嚨，殺死了她。

### 聖露西亞禱文
哦，敬愛的天主，靠祢的聖善，我們謙卑地求祢，通過祢的僕人聖露西亞的轉求，給我們的眼睛完美的視力，使它們能為祢更大的光榮與榮耀服務。

哦，聖露西亞，童真與殉道者，請祢傾聽我們的祈禱並准予我們的祈求。阿們。

## 聖露西亞節

### 慶祝儀式
在這一天，瑞典會選出一名女孩作為國家的露西亞女神代表，但是每一個城市和村莊也會選出各自的露西亞女神代表。當天全國各地會舉行聖露西亞遊行，聖露西亞女孩們多為金髮，她們會身穿白袍，在腰間綁上紅色緞帶，每人手持一根白色蠟燭，而頭上則是帶著越菊梅樹枝做成的花環。聖露西亞女神代表則是不同於其他人的樹枝花環，而是戴上插滿白色蠟燭的頭環，在最前方引領露西亞女孩們，在大街小巷歌唱著散塔露琪亞，象徵帶給人們光明和希望。

### 紀念日期
瑞典將節日訂在每年的12月13日，也就是他們的冬至。在冬至以前，瑞典皆是晝短夜長，在這天之後，白天會越來越長，因此這個節日代表著黑暗即將過去，光明將要到來。

### 節慶美食
在節日當天，人們會吃聖露西亞小圓麵包、薑餅、熱香料酒作為慶祝。聖露西亞小圓麵包是一種加入藏紅花烘烤而成的麵包。此外，瑞典語Lusser Katter翻譯成中文為「露西亞貓」，其原因在於，這種小點心的外型看起來就像一隻捲起尾巴的貓咪，人們則是使用葡萄乾鑲嵌作為貓咪的眼睛，同時也是瑞典人在十二月最常吃的食物之一。熱香料酒則是在伏特加內加入香料及肉桂，倒入紅酒內鍋煮而成的飲品。

## 外部連結
- Jacobus de Voragine, Legenda Aurea: （页面存档备份，存于） St. Lucy（英文）
- "Cara Santa Lucia..." （意大利文）
- "St. Lucy" from New Advent's Catholic Encyclopedia. （页面存档备份，存于）（英文）
- Representetions of Saint Lucy （页面存档备份，存于）（英文）
- 瑞典聖露西亞節（Saint Lucia's Day）-by Joanna （页面存档备份，存于）（英文）
- 瑞典-聖露西亞節 （页面存档备份，存于）（英文）